# إليزابيث فراولي باغلي
إليزابيث فراولي باغلي (بالإنجليزية: Elizabeth Frawley Bagley) هي دبلوماسية ومحامية أمريكية، ولدت في 13 يوليو 1952 في إلميرا في الولايات المتحدة.

## وصلات خارجية
- إليزابيث فراولي باغلي على موقع إن إن دي بي (الإنجليزية)